# Дома 1147 км
Дома 1147 км — населённый пункт без официального статуса в Глазовском районе Удмуртии. Входит в состав Кожильского сельского поселения.

## География
Располагается в северной части республики, в лесной местности, у остановочного пункта 1147 километр Кировского региона Горьковской железной дороги.

## Население
| 2010 | 2012 |
| ---- | ---- |
| 0    | ↗1   |

Численность постоянного населения деревни составляет 3 человека (2007).

## Инфраструктура
Путевое хозяйство. СНТ Кузьминка, СНТ Светлый, СНТ Лесное.

## Транспорт
Железнодорожный транспорт.